# Лесичери
Лесичери е село в Северна България. То се намира в община Павликени, област Велико Търново.

## География
Намира се в подножието на хълма Кутра. От него има връзка за селата Дъскот, Дичин, Стамболово, Мусина, Самоводене. ЖП гара Лесичери се намира на линията София – Горна Оряховица – Варна
На около половин километър от селото минава река Росица, един от притоците на река Янтра. Климатичните условия благоприятстват отглеждането на зеленчукови и овощни култури. През 20-те години на миналия век много градинари от селото са работили в Румъния и Унгария. В подножието на хълма почвенните условия са много подходящи за лозови насаждения.
Климатът е типичният за Дунавската равнина.

## История
В землището на селото са открити археологически доказателства за човешка дейност от времето на Римската империя.
В подножието на хълма Кутра при селскостопански дейности бяха намерени останки от храм, който е във форма на детелина (ротонда). През землището на селото е минавал водопроводът, който е снабдявал с вода римския град Никополис ад Иструм от водоизточник в пещера около село Мусина. Част от този водопровод е запазен в землището на селото и сега.
В посока на юг-югоизток се намират останки от обелиск, наречен от местното население „Марковия камък“. Той представлява колона, която се състои от каменни блокове с височина над 5 – 7 м и диаметър около 3 м. В началото на века е имало две колони с различна височина. Според легенда, записана от унгарския пътешественик Феликс Каниц, той е построен от Крали Марко. Според археолозите, съществуват две версии – едната е, че на това място е имало пост, охраняващ водопровода, а другата е, че тук се е намирала лятната резиденция на император Траян. Очевидно е, че около тези каменни блокове е имало постройки, което се доказва от останките от глинени съдове, които се виждат след по-дълбока обработка на почвата. Освен това, когато тази площ е засята с пшеница, могат да се видят участъци от по-ниски растения, които очертават сграда, което вероятно се дължи на съществуването на каменни основи. Близо до Марковия камък се намира чешма и около нея има участък без растителност. Местното население разказва легендата, че там е имало пещера, в която има съкровище, но който се е опитвал да го намери, не се е върнал обратно. Много пъти селяните са намирали на това място дълбоки ями, направени от иманяри. Селото е съществувало по време на Второто българско царство. За неговото име има много версии, но най-разпространени са две от тях. Едната е свързана с думата лес или леска и се основава на доминиращата по това време горска растителност в района. Другата версия е, че селото носи името на първия заселник в тази местност – Леско.

## Население
Преброяване на населението през 2011 г.
Численост и дял на етническите групи според преброяването на населението през 2011 г.:
|                     | Численост | Дял (в %) |
| Общо                | 493       | 100,00    |
| Българи             | 446       | 90,46     |
| Турци               | 4         | 0,81      |
| Цигани              | 0         | 0,00      |
| Други               | 0         | 0,00      |
| Не се самоопределят | 0         | 0,00      |
| Неотговорили        | 42        | 8,51      |

## Културни и природни забележителности
- Църквата „Св. Архангел Михаил“ е построена от учениците на Колю Фичето през 1873 година. Тя носи типичния за този самобитен български строител стил.

## Редовни събития
- Всяка година на храмовия празник св. Арахангел Михаил в Лесичери се провежда традиционен общоселски събор.

## Други
Никола Захариев (Н. З. Ангелов) е политически и държавен деец. Роден е на 11 април 1898 г. в с. Лесичери, Великотърновско. Член е на Българския земеделски младежки съюз и негов председател (1921 – 1923 г.). Завършва Висша кооперативна школа в Прага (1924 – 1927 г.). След завръщането си в България се изявява като активен деец на БЗНС. Главен организатор на групата „Орач“. Депутат в XXIII (1931 – 1934 г.) и в XXV ОНС (1940 – 1944 г.). Подпредседател е на XXV ОНС (1940 – 1944 г.). Министър е на обществените сгради, пътищата и благоустройството (19 май 1934 г.), което същия ден се слива с Министерството на железниците, пощите и телеграфите в Министерство на съобщенията. Той го оглавява до 22 януари 1935 г. и от 22 януари 1935 г. до 21 април същата година. Министър е и на търговията, промишлеността и труда (11 юни 1942 г. – 14 септември 1943 г.). Осъден от Народния съд на смърт и на 1 февруари 1945 г. е разстрелян.
В село Лесичери е роден футболистът Илиян Киряков.
1. ↑  www.grao.bg
2. ↑  Ethnic composition, all places: 2011 census //   pop-stat.mashke.org. Посетен на 11 декември 2018. (на английски)